# 宮本博
宮本　博（みやもと ひろし、1963年3月27日 - ）は、日本中央競馬会 (JRA) 栗東所属の調教師である。2003年に調教師免許を取得した。

## 人物
父が厩務員であったため、京都競馬場で生まれ、栗東トレーニングセンターで育つ。また、伯父の宮本悳はタニノハローモアで東京優駿（日本ダービー）を制した元騎手で、元調教師である。従弟に岸滋彦がいる。
父の勧めもあり15歳より馬術をはじめ、京都産業大学時代に馬場馬術で関西学生ナンバーワンとなる。全日本の学生選抜メンバーとして3年次にイギリス、4年次に韓国での対抗試合の経験もある。
競馬学校を卒業した1985年7月から、親戚である中尾謙太郎厩舎に厩務員として所属。同年11月からは調教助手となる。持ち乗り調教助手として手掛けたおもな活躍馬に重賞3勝ナリタキングオーと重賞7勝キョウトシチーがいる。1998年にはキョウトシチーでドバイワールドカップに遠征（6着）。
2003年に調教師免許を取得後、翌2004年3月1日付けで開業。初出走は同年3月13日、中京競馬第4競走のクラウドシチーで12着であった。翌月、園田競馬でナリタボールド、ナリタチャンピオンが交流戦を勝利。JRA初勝利は同年5月9日、京都競馬第8競走のナリタボールドで、のべ21頭目であった。2008年の小倉2歳ステークスをデグラーティアで制してJRA重賞初勝利を挙げた。
2013年7月6日、函館7Rでケイティーズハートが1着となり、JRA通算200勝を達成した。
2018年12月22日、阪神8Rでサマーサプライズが1着となり、現役65人目となるJRA通算300勝を達成した。
2025年2月16日、京都3Rでニシノジェダイが1着となり、現役41人目となるJRA通算400勝を5258戦目で達成した。

## 調教師成績
|            | 日付          | 競馬場・開催  | 競走名        | 馬名             | 頭数 | 人気 | 着順 |
| ---------- | ------------- | ------------- | ------------- | ---------------- | ---- | ---- | ---- |
| 初出走     | 2004年3月13日 | 1回中京3日4R  | 3歳未勝利     | クラウドシチー   | 16頭 | 11   | 12着 |
| 初勝利     | 2004年5月9日  | 3回京都6日8R  | 4歳上1000万下 | ナリタボールド   | 16頭 | 13   | 1着  |
| 重賞初出走 | 2005年3月13日 | 2回中山6日11R | クリスタルC   | エネルマオー     | 16頭 | 7    | 11着 |
| 重賞初勝利 | 2008年9月7日  | 3回小倉8日10R | 小倉2歳S      | デグラーティア   | 16頭 | 3    | 1着  |
| GI初出走   | 2007年12月9日 | 5回中山4日11R | 朝日杯FS      | ミリオンウェーブ | 16頭 | 16   | 14着 |

## 主な管理馬

### グレード制重賞優勝馬
※括弧内は当該馬の優勝重賞競走、太字はGI級競走。
- デグラーティア（2008年小倉2歳ステークス）
- ベストメンバー（2009年京都新聞杯[10]）
- ウインフルブルーム（2015年京都金杯[11]）
- ボールライトニング（2015年京王杯2歳ステークス[12]）
- キョウヘイ（2017年シンザン記念[13]）
- クリンチャー （2018年京都記念、2020年みやこステークス、2021年佐賀記念、2021年・2022年名古屋大賞典）
- フェーングロッテン（2022年ラジオNIKKEI賞）[14]
- ロンドンプラン（2022年小倉2歳ステークス）[15]
- エートラックス（2024年兵庫チャンピオンシップ、2025年東京スプリント）

### その他
- ボルドグフーシュ（2022年菊花賞2着、有馬記念2着）[16]